# 洛桑市政厅

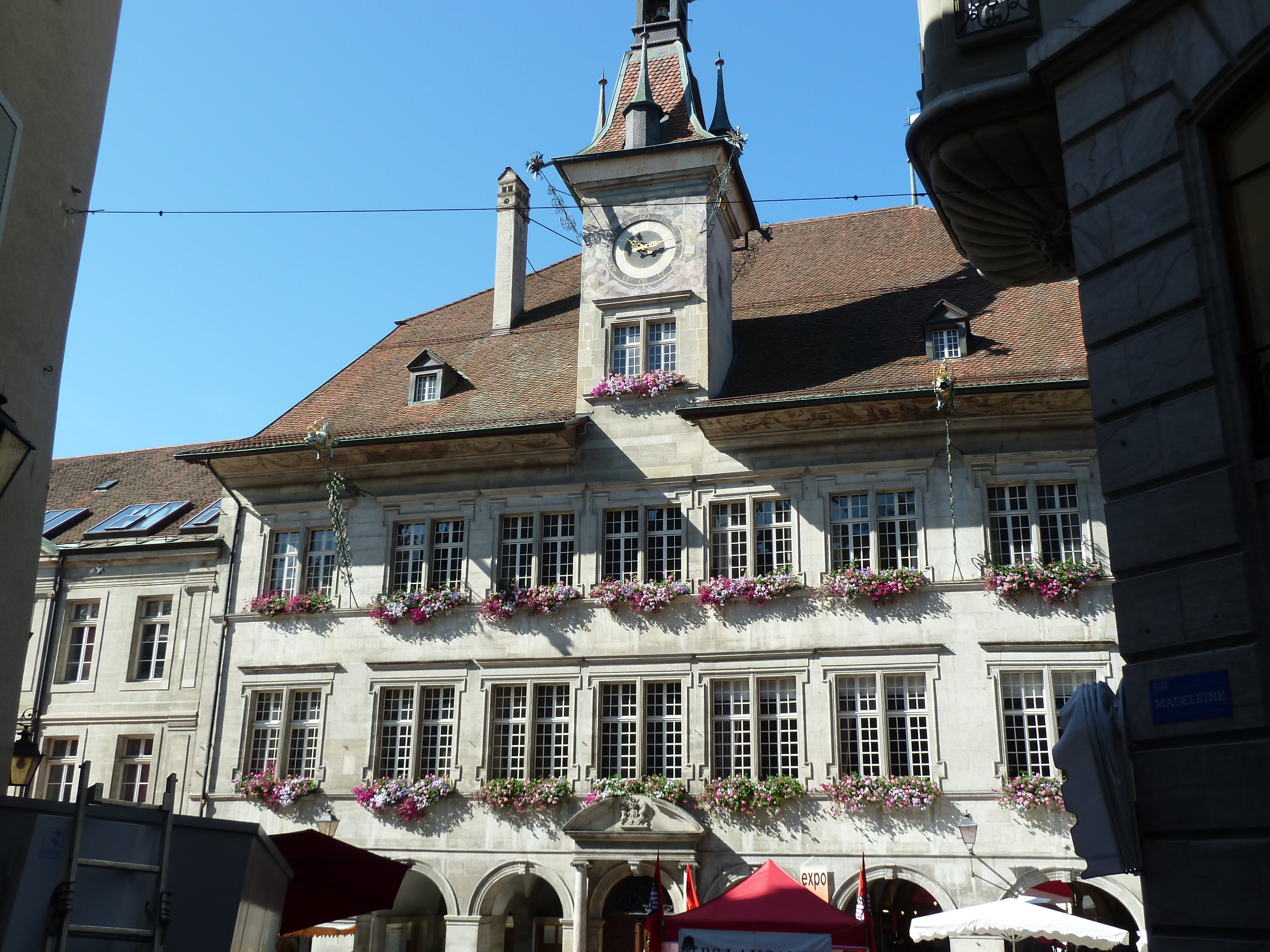

'洛桑市政厅（Hôtel de ville de Lausanne）是瑞士沃州洛桑的市政厅，建于1673-1675年，建筑师Abraham de Crousaz。该建筑被列入瑞士国家和区域重要文化财产名录。